# 小幡弘之
小幡 弘之（おばた ひろゆき、1969年3月31日 - ）は、日本のレスリング選手。埼玉県出身。全日本選手権優勝10度は男子フリースタイルで歴代タイ記録。オリンピック3大会連続出場。

## 人物
埼玉栄高校、日本大学在学中より全国タイトルを多数獲得。1988年には全日本選手権フリースタイル最重量級で優勝。ソウルオリンピックにも100kg超級で出場し（3回戦失格）、ワールドカップでは130kg級銅メダルを獲得。
卒業後は警視庁に進み、大学時代からの全日本選手権優勝は100kg超級で6度、130kg級となってからは4連覇を記録した。